# 노벨리스트
노벨리스트(Novelist, 1997년 1월 20일 ~ )는 잉글랜드의 MC이다.